# National Safety Council

Logo

Das National Safety Council ist eine amerikanische, 1913 gegründete Non-Profit-Organisation. Sie war ursprünglich dem Arbeitsschutz verschrieben. Heute versucht sie, vermeidbare Todesfälle in allen Bereichen zu verhindern. So „bekämpft“ sie auch die Nutzung von Handys am Steuer. 1953 erhielt der Verein mit einer Congressional Charter eine offiziöse Rolle.
Sein Sitz befindet sich in Itasca (Illinois). Jedes Jahr wird der Preis Green Cross for Safety an ein Unternehmen verleihen.

## Green Cross for Safety
| Jahr | Preisträger                   |
| ---- | ----------------------------- |
| 2000 | AK Steel                      |
| 2001 | Intel                         |
| 2002 | Ryder System                  |
| 2003 | Kenny Construction            |
| 2004 | Chrysler                      |
| 2005 | Liberty Mutual                |
| 2006 | DuPont                        |
| 2007 | UPS                           |
| 2008 | Delta Air Lines               |
| 2009 | FirstGroup                    |
| 2010 | Exelon                        |
| 2011 | Schneider Electric            |
| 2012 | Dow Chemical                  |
| 2013 | ExxonMobil                    |
| 2014 | Owens Corning                 |
| 2015 | Chicago Bridge & Iron Company |

## Präsidenten
- John Howard Pyle (1959–1973)
- Vincent L. Tofany (1973–1983)
- T.C. Gilchrest (1983–1994)
- Gerard F. Scannell (1995–2001)
- Alan McMillan (2001–2008)
- Janet Froetscher (2008–2013)
- Deborah Hersman (2014–)